# (5699) Munch
(5699) Munch (2141 T-3) – planetoida z pasa głównego asteroid okrążająca Słońce w ciągu 3,73 lat w średniej odległości 2,4 j.a. Odkryta 16 października 1977 roku.